# Лицей Людовика Великого
Лице́й Людо́вика Вели́кого (фр. Lycée Louis-le-Grand) — государственное учебное заведение в Париже (Франция). Даёт обучающимся среднее и высшее образование.
Лицей находится в самом центре Латинского квартала. Был основан в 1563 году орденом иезуитов и первоначально назывался Клермонский коллеж.
Этот лицей, известный высоким уровнем своего образования как во Франции, так и на международной арене, окружён не менее известными учебными заведениями, такими как Сорбонна, Коллеж де Франс, юридический факультет и институт географии. Обучение бесплатное, отбор осуществляется на основе конкурса.
За многовековую историю лицея в его стенах обучались такие известные люди, как Максимилиан Робеспьер, Жан-Батист Мольер, Виктор Гюго, Жорж Помпиду, Жак Ширак, Эварист Галуа и другие.

## История

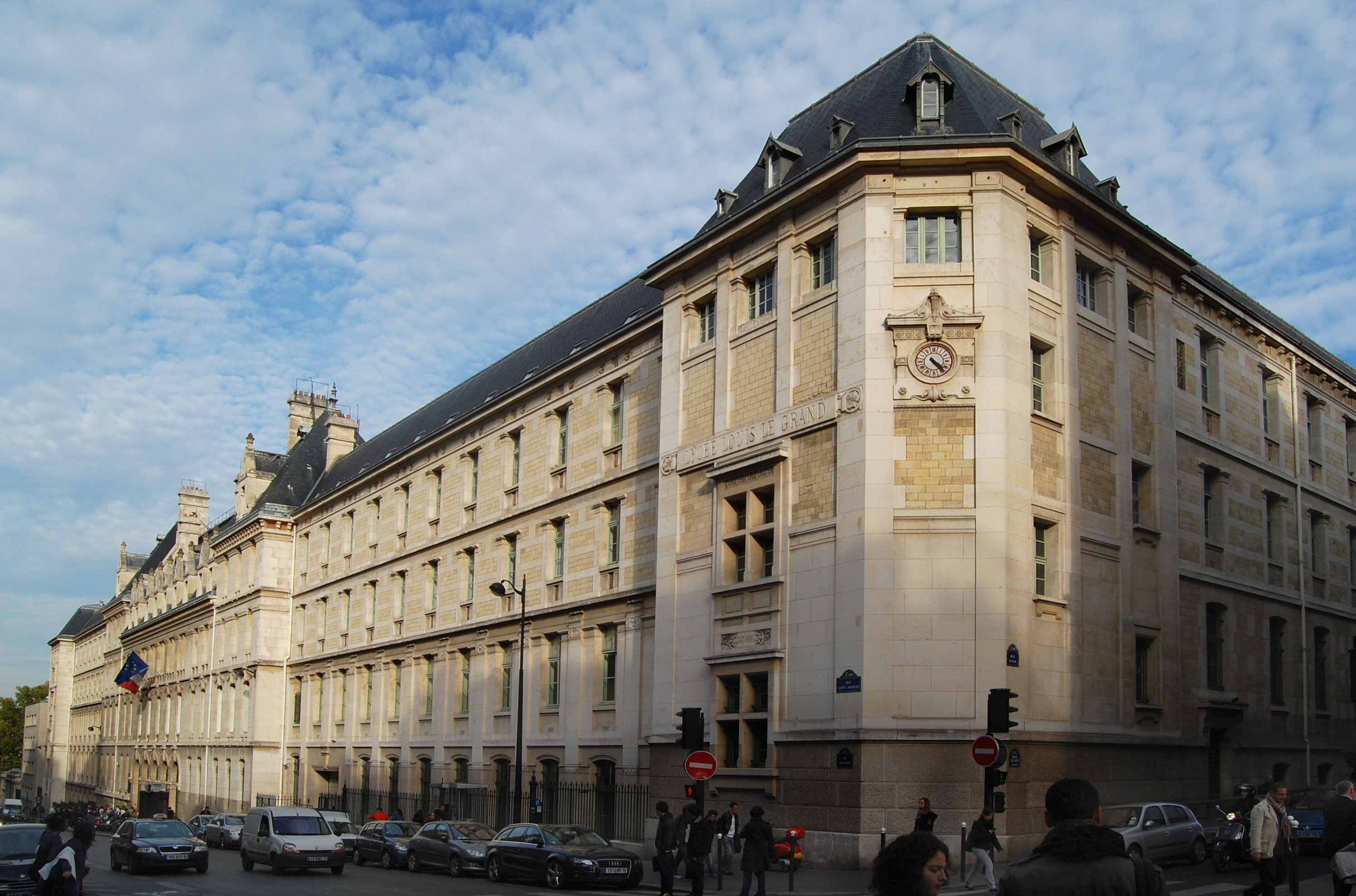
Здание лицея

### Коллеж иезуитов
- 1550—1594. Основан под патронажем Общества Иисуса.

В 1550 году Гийом дю Пра, епископ Клермона, предложил иезуитам открыть коллеж в отеле, который принадлежал епископу. Для открытия коллежа дю Пра пожертвовал 6 000 ливров. Однако до 1563 года коллеж не имел лицензии на осуществление образовательной деятельности. Разрешение и патент короля были получены коллежем 1 октября 1563 года. Этот день считается днём официального открытия коллежа.
Коллеж быстро разрастался, однако на пути своего развития он встречал немало препятствий, связанных с консерватизмом обучения того времени. Так, основным отличием коллежа от других учебных заведений, было бесплатное образование, предоставляемое в стенах коллежа. Этот факт не мог понравиться соседним учебным заведениям, которые обвинили орден иезуитов в переманивании студентов.
С 1564 года ректор Парижского Университета Жан Прево не продлил патент на предоставление образовательных услуг, в результате чего возник большой скандал, за которым наблюдало всё королевство. В ожидании разрешения спора иезуиты получили временное разрешение на преподавание. Процесс получения постоянного патента на образование затянулся на 30 лет, поэтому иезуиты в течение 30 лет обладали временным разрешением на ведение преподавательской деятельности.
- 1594—1618. Запрет.

В 1594 году на короля Генриха IV было совершено покушение. Стало известно, что человеком, покусившимся на жизнь короля, был Жан Шатель, бывший ученик коллежа Клермон. Несмотря на протесты, члены Парижского парламента возложили ответственность за покушение на орден иезуитов и Клермонский коллеж.
Орден иезуитов, а вместе с ним и коллеж был запрещён в пределах Франции. Имущество продано с торгов.
По прошествии девяти лет король Франции разрешил иезуитам осуществлять свою деятельность на территории Франции. В 1606 году ордену переданы здания коллежа под условием, что оно не будет использоваться в образовательных целях.
Затем они получают разрешение читать лекции по теологии один раз в неделю. Наконец, королевские грамоты от 20 августа 1610 согласовывают Коллежу Клермона право давать любые виды образования. Однако эти грамоты вызывают протест Парламента, в основном при участии членов Парижского Университета, в результате чего Парламент в постановлении от 22.12.1611 года принимает решение о запрете ордену иезуитов вести преподавательскую деятельность. И только по прошествии трёх лет, 15.02.1618 года, вновь произошло открытие коллежа в соответствии с королевскими грамотами 1610 года.
- 1618—1762. От коллежа Клермона до Лицея Людовика Великого.

Начиная с 1618 года коллеж Клермона набирал всё больше авторитета и веса в профессорских кругах. Апогеем было то, что в 1682 году коллеж берет под свой патронаж Людовик XIV, и он получает своё второе имя: Лицей Людовика Великого.
До настоящего времени коллеж не признан как учебное заведение Парижским Университетом, однако это не помешало лицею выпустить за всю историю своего существования порядка 3 000 учеников.

### Административный центр Парижского Университета
В 1762 году в результате банкротства отца Лавалетта, руководителя Университета, орден иезуитов, как поручитель Университета, должен расплачиваться за его долги. Однако 3 мая 1762 год лицей Людовика Великого получает уведомление о банкротстве и вынужден уволить всех преподавателей и учеников.
С 21 ноября 1763 года в здании лицея располагается административный корпус Парижского Университета.
Людовик XV становится вторым учредителем лицея. Отныне на дверях лицея высечены изображения Людовика XIV и Людовика XV, а также на печати лицея изображена королевская символика: лазурь и золотая лилия.
Новый учредитель решается на настоящую революцию в мире образования. Он устраивает конкурс на замещение должности преподавателя, который длится с октября по декабрь 1766 года. После чего он учреждает в стенах лицея высшее учебное заведение, которое осуществляет подготовку преподавателей.
С 1770 года в лицее появляется библиотека. Её создание было начато ректором лицея Жан-Габриелем Пети де Монтампюи (Jean-Gabriel Petit de Montempuis).

### Лицей с 1790 года
Начиная с 1790 года, в результате революций и военных действий, многие из преподавателей и учащихся лицея были призваны на военную службу.
В 1792 году лицей Людовика Великого переименован в Коллеж Равенства. С 1792 по 1794 годы в его стенах располагаются гарнизоны примерно из трех тысяч солдат. Затем лицей превращается в тюрьму для политических заключенных, где жертвы периода Террора ожидают своей казни.
В 1800 года у коллежа опять изменено название, теперь она называется Парижский коллеж. Его учредителем становится Наполеон Бонапарт. В 1802 году, по предложению министра внутренних дел Шапталя коллеж переименовывают в Парижский лицей, а с 1805 года он носит название Императорского лицея.
События 1848 года сначала устраняют из названия лицея прилагательное «Императорский», затем снова указывают на него. За недолгое время существования Республики и ученики, и преподавательский состав просят переименовать учреждение в Национальный лицей, однако власти Республики предпочитают назвать его Лицеем Декарта.
В 1849 году лицей снова переименовывают. Теперь он вновь называется лицей Людовика Великого. Во время Второй империи лицей называется Императорский лицей Людовика Великого.
С 1870 муниципальные власти переименовали лицей в Лицей Декарта, это название просуществовало до 1873 года. Окончательно лицей стал называться Лицеем Людовика Великого с марта 1873 года.
В 1878 году лицей возглавил Шарль Антуан Жидель, историк французской литературы.

## Лицей сегодня

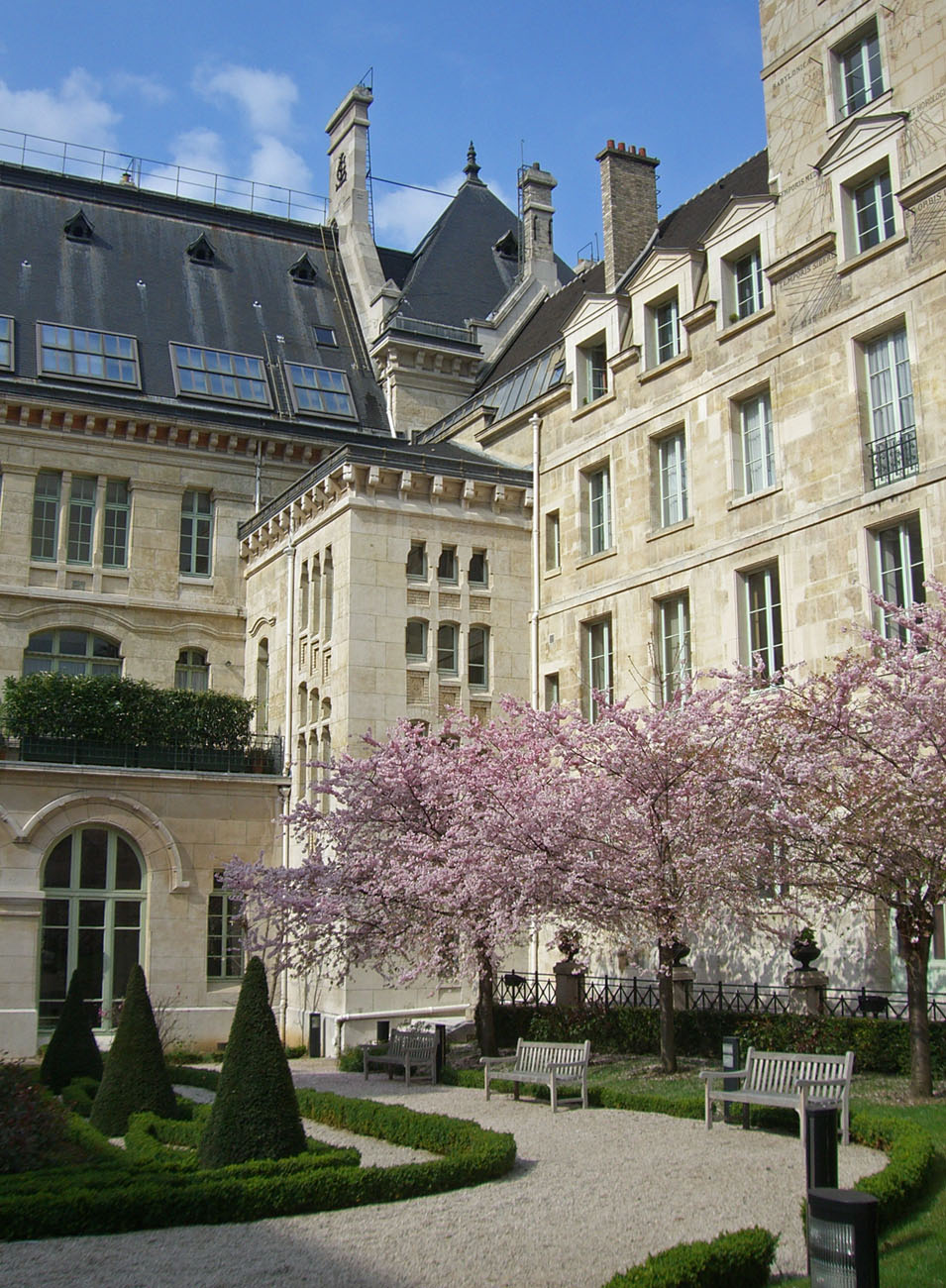
Двор лицея

### Настоящее время
В 1995 году была проведена работа по реконструкции лицея, в результате которой он обрёл нынешний вид.
Лицей ежегодно принимает 1 800 учеников (900 из них учатся в так называемых подготовительных классах). Научные подготовительные классы объединяют порядка 60 % учащихся, в то время как в литературных подготовительных классах обучается 25 % учеников, 15 % учеников обучается в коммерческих подготовительных классах. В лицее также проходят обучение порядка 10 % иностранных учащихся.
При лицее находится интернат, который может одновременно принять 339 учащихся.